# Scandal (ban nhạc Nhật Bản)
Scandal (Nhật: スキャンダル Hepburn: Sukyandaru, stylized as SCANDAL) là một ban nhạc rock toàn thành viên nữ người Nhật Bản đến từ Osaka. Nhóm do bốn cô nữ sinh trung học thành lập vào tháng 8 năm 2006, họ biểu diễn nhạc sống trên đường phố cho đến khi được hãng đĩa nhạc indie Kitty Records để ý và ký hợp đồng. Mặc dù cả 4 thành viên đều hát chính, nhưng vai trò chính của từng người được phân như sau: Haruna hát và guitar đệm, Mami chơi lead guitar, Tomomi chơi guitar bass và Rina chơi trống. Năm 2008, họ phát hành 3 đĩa đơn và một mini-album trong lúc đi lưu diễn liên tiếp ở Mỹ, Pháp và Hong Kong. Tháng 10 năm đó, Scandal lần đầu tiên phát hành đĩa đơn "Doll" thông qua hãng thu âm Epic Records Japan.
Scandal đã thể hiện các ca khúc chủ đề cho nhiều bộ anime, chẳng hạn như "Shōjo S" và "Harukaze" cho Bleach, "Shunkan Sentimental" cho Fullmetal Alchemist: Brotherhood, "Pride" cho "Star Driver" và "A.M.D.K.J." cho "GeGeGe no Kitarō". Với nhiều lần biểu diễn ở nước ngoài và là tác giả của các bài nhạc hiệu anime kể trên, Scandal đã gây dựng được một lượng người hâm mộ quốc tế tương đối lớn. Người hâm mộ trên toàn thế giới đã bầu chọn ban nhạc vào top 10 ở hạng mục "các nghệ sĩ được yêu cầu phát nhạc nhiều nhất" của giải J-MELO Awards tổ chức thường niên từ năm 2010, đặc biệt họ giành vị trí cao nhất - số một vào năm 2014.
Trong "Best Xmas 2018 Concert" tổ chức tại Akasaka Blitz, nhóm thông báo họ sẽ tự lập nên một hãng thu âm riêng lấy tên là "her" và sẽ bắt đầu phát hành nội dung dưới thương hiệu này bắt đầu từ năm 2019.

## Lịch sử

### Giai đoạn Indie
Scandal được thành lập vào tháng 8 năm 2006 bởi bốn nữ sinh cao trung. Các cô gái, Haruna, Mami, Tomomi và Rina đã gặp nhau ở trường dạy thanh nhạc và khiêu vũ Caless. Ngay sau đó, các cô gái bắt đầu các buổi diễn live đường phố mỗi cuối tuần ở Shiroten trong công viên của Lâu đài Osaka. Họ sớm nhận được các lời đề nghị từ các câu lạc bộ ở Osaka và Kyoto. Tên của ban nhạc được bắt nguồn từ một bảng hiệu gần Studio Brotherz, một studio nơi họ luyện tập trong những ngày đầu. Studio nằm trên tầng sáu của một tòa nhà được chia sẻ với nhiều doanh nghiệp khác, mà cụ thể là các cửa hàng người lớn. Các cô gái đã quyết định chọn bảng hiệu lớn nhất lớn nhất trong số các cửa hàng, “Scandal” (スキャンダル, Sukyandaru) làm tên cho ban nhạc của mình.
Năm 2008, Scandal đã ký hợp đồng với hãng thu âm độc lập Kitty Records và cho ra mắt ba single độc quyền cho Tower Records. Single thứ nhất, “Space Ranger”, đạt hạng #2 trên bảng xếp hạng indie Tower, và hai single sau, “Koi Moyou” và “Kagerou”, đạt hạng #1. Vào tháng 3, họ bắt đầu tour Japan Nite, lưu diễn tại sáu thành phố lớn ở Hoa Kỳ. Họ cũng trình diễn ở Sakura-Con, một trong những sự kiện anime lớn nhất nước Mỹ. Vào tháng 7, họ đã biểu diễn trước 10.000 người ở Japan Expo tại Pháp và tại Ani-Corn ở Hong Kong vào tháng 8. Scandal kết thúc sự nghiệp indie của họ bằng việc phát hành mini-album đầu tiên, YAH! YAH! YAH! HELLO SCANDAL ~Maido! SCANDAL Desu! Yah Yah Yah!~.

### Debut chính thức
2008 tiếp tục là một năm đầy sự kiện đối với Scandal. Tháng 10, họ đã debut chính thức trên EPIC Records Japan với Single “DOLL”. Nó mang lại cho họ nhiều cơ hội tiếp cận hơn, bao gồm cả việc xuất hiện trên các chương trình âm nhạc chính thống trên TV như Music Station. Ban nhạc phát hành single chính thức thứ hai “Sakura Goodbye” vào tháng 3 năm 2009 để kỷ niệm lễ tốt nghiệp cao trung của Mami và Tomomi. Ca khúc là phiên bản mới của một ca khúc indie của họ, “Sakura”, một ca khúc trước đây chỉ được biểu diễn live. Tháng tiếp theo, single thứ ba của họ là “Shoujo S” đã được dùng làm opening thứ 10 của anime Bleach. Single xếp hạng #6 trên bảng xếp hạng Oricon khi được phát hành vào tháng 6.
Vào 14 tháng 10, Scandal phát hành single chính thức thứ tư, “Yumemiru Tsubasa”, theo sau đó là album chính thức đầu tay của họ, BEST★SCANDAL, vào tuần kế tiếp. Album đạt hạng #5 trên bảng xếp hạng tuần Oricon, biến họ thành ban nhạc nữ đầu tiên kể từ Zone có album debut trong top 5 của BXH. Vài tháng 12, Scandal bắt đầu tour diễn độc lập đầu tiên của họ, Scandal First Live: Best Scandal tour 2009. Kết thúc năm, ban nhạc đã giành được giải New Artist tại lễ trao giải Japan Record lần thứ 51, nhưng để mất giải Best New Artist vào tay nhóm nhạc nam Hàn Quốc BIGBANG.
Năm 2010 bắt đầu với single chính thức thứ năm của Scandal vào tháng 2, “Shunkan Sentimental”. Ca khúc được sử dụng làm ending theme thứ tư của anime Fullmetal Alchemist: Brotherhood. Tháng tiếp theo, họ tổ chức tour mùa xuân, SCANDAL ~Shunkan Sakura Zensen TOUR~ 2010 SPRING. Trước khi bắt đầu, ban nhạc đã tiến hành một cuộc thăm dò trên Twitter để chọn một ca khúc để cover cho tour diễn. Ca khúc được chọn là “Secret base ~Kimi ga Kureta Mono~”. Vào tháng 6, Scandal phát hành một ca khúc pop cho mùa hè, “Taiyou to Kimi ga Egaku STORY”, tiếp nối bởi ca khúc ballad đầu tiên của họ, “Namida no Regret” vào tháng 7.
Từ cuối tháng bảy đến đầu tháng tám, Scandal đã đến Hong Kong. Ban nhạc đã biểu diễn năm thứ ba liên tiếp tại sự kiện Animation-Comic-Game Hong Kong và tổ chức được concert live độc lập đầu tiên ở Hong Kong, và đã bán hết vé. Scandal cũng được xuất hiện trên trang bìa tạp chí âm nhạc Re:spect của Hong Kong, và single phát hành trước đó của họ “Taiyou to Kimi ga Egaku STORY” đã đạt vị trí #1 trên bảng xếp hạng của đài truyền hình Hong Kong. Đầu năm, họ cũng đã được trao giải đồng danh cho tân binh bởi RTHK, tương tự như giải Grammy của Hong Kong.
Sau khi trở về Nhật Bản, Scandal phát hành album thứ hai của họ, TEMPTATION BOX, vào ngày 11 tháng 8. Album debut ở vị trí thứ #3 trên bảng xếp hạng tuần Oricon, khiến họ trở thành ban nhạc nữ đầu tiên có thứ hạng album lọt top 3 trong hơn một năm kể từ album Kokuhaku của Chatmonchy. Album cũng được phát hành tại 42 quốc gia khác khắp thế giới.
Sau đó vào tháng 8, ban nhạc cung cấp phần nhạc chủ đề, nhạc nền, và ending cho phim hoạt hình Loups=Garous, được công chiếu vào ngày 28 tại nhiều nơi ở Nhật Bản. Các ca khúc lần lượt là “Midnight Television”, “Koishi-Tantan”, và “Sayonara My Friend”. Ban nhạc cũng xuất hiện trong phim với vai trò là chính họ, đánh dấu màn ra mắt trên màn ảnh rộng với tư cách là một ban nhạc. Họ xuất hiện trong một cảnh biểu diễn âm nhạc được tạo ra bằng motion capture, mang đến sự thể hiện chân thật về chuyển động chân thật của ban nhạc. Mỗi thành viên cũng lồng tiếng cho một nhân vật phụ.
Hai tháng kể từ Temptation Box, Scandal phát hành single chính thức thứ tám, “Scandal Nanka Buttobase” vào ngày 6 tháng 10 năm 2010. Ca khúc chủ đề được viết và sáng tác với bộ đôi vợ chồng Yoko Aki và Ryudo Uzaki, những người đã được biết đến với nhiều ca khúc viết cho Momoe Yamaguchi. Phiên bản DVD giới hạn chứa những màn trình diễn từ show truyền hình đầu tiên của ban nhạc, Shiteki Ongaku Jijou, gồm 13 tập từ tháng 7 tới tháng 9 năm 2010. Trong tháng 11, SCANDAL phát hành một cover mini-album tên là R-GIRL’s ROCK! Nó chứa các ca khúc của các nữ nghệ sĩ mà họ kính trọng trong ba thập kỷ qua, bao gồm cả bản cover “Secret base ~Kimi ga Kureta Mono~” của họ hồi tháng 5. Rina đảm nhận vai trò lead vocal lần đầu tiên trong ca khúc “Sunny Day Sunday”.
Scandal tiến vào năm 2011 với single chính thức thứ chín, vào ngày 9 tháng 2. Với tựa đề “Pride”, ca khúc trở thành ending thứ hai của anime Star Driver: Kagayaki no Takuto. Single bao gồm cả ca khúc “Cute!”, một sản phẩm collab với Cinnamonroll của Sanrio và “Emotion”, ca khúc đầu tiên được viết bởi chỉ một thành viên của ban nhạc. Single chính thức thứ mười của họ, “Haruka”, được phát hành vào 20 tháng 4. Ca khúc chủ đề được dùng làm theme song cho phim hoạt hình Tofu Kozou, trong khi ca khúc “Satisfaction” về sau được dùng làm nhạc quảng cáo cho sự phát hành của Window 8. Tiếp theo sau đó là single chính thức thứ mười một, “LOVE SURVIVE”, cũng như studio album thứ ba BABY ACTION. Bạn nhạc cũng bắt đầu Asian Tour đầu tiên của họ, những buổi diễn đã cháy vé ở Hong Kong, Đài Loan và Singapore.
2012 là một năm hàng đầu đối với Scandal. Ca khúc chủ đề của single chính thức thứ mười hai, “Harukaze”, được dùng làm opening cho anime Bleach. Tháng tiếp theo, họ phát hành album tổng hợp đầu tiên (Best album), Scandal Show, cũng như tổ chức concert đầu tiên tại Nippon Budokan, và trở thành ban nhạc nữ được biểu diễn ở đó nhanh nhất kể từ thời điểm debut. Tháng 7,  ban nhạc phát hành single chính thức thứ mười ba, “Taiyou Scandalous”. Single này đánh dấu sự ra mắt chính thức của 2 subunit, Dobondobondo (Tomomi X Mami) và Almond Crush (Haruna X Rina). Tiếp nối sau đó là single chính thức thứ mười bốn, “Pin Heel Surfer”, và studio album thứ tư, Queens are trumps -Kirifuda wa Queen-. Với sự phát hành của album này, Scandal trở thành ban nhạc nữ đầu tiên đạt được bốn vị trí liên tiếp trong top 5 bảng xếp hạng tuần Oricon. Họ cũng tổ chức một concert ở Malaysia vào tháng 12, trở thành ban nhạc Nhật Bản đầu tiên tổ chức một solo concert tại đây.
Scandal bắt đầu năm 2013 bằng việc phát hành album tổng hợp thứ hai, ENCORE SHOW, album đạt hạng #1 trên bảng xếp hạng ngày của Oricon. Sau đó, họ thực hiện một trong những ước mơ lớn nhất của mình kể từ khi thành lập là được biểu diễn tại quê hương của họ ở Hội trường Osaka-jō, “Wonderful Tonight”, vào tháng 3. Vé bán hết sạch chỉ trong năm phút. Cuối tháng đó, họ cũng biểu diễn trước đám đông cháy vé tại Asian tour thứ 2 tại Indonesia, Singapore và Thái Lan. Trong khoảng thời gian này, họ cũng công bố single chính thức thứ mười lăm, “Awanai Tsumori no, Genki de ne”, phát hành vào tháng 5, ca khúc chủ đề được dùng làm theme song cho bộ phim “Ore wa Mada Honki Dashitenai Dake”. Họ cũng tham gia trình diễn ở những lễ hội âm nhạc như Kawaii!! Matsuri 2013 ở Tokyo Metropolitan Gymnasium, và lễ hội Rock in Japan 2013 ở công viên ven biển Hitachi. Rồi họ bắt đầu live tour mùa hè của mình “SCA wa Mada Honki Dashitenai Dake”. Tháng 8, họ phát hành single thứ mười sáu, “Kagen no Tsuki”, với ca khúc B-side “Kimi to Mirai to Kanzen Douki”, là một phần của sự hợp tác với một dự án robot tên là “Robot Scandal”. Sau đó là studio album thứ 5, Standard, được phát hành vào ngày 2 tháng 10 năm 2013.
Năm 2014 à một năm cột mốc đối với Scandal. Sau khi phát hành 3 single; “Departure” vào tháng 4, “Yoake no Ryuuseigun” vào tháng 7 và “Image” vào tháng 11; studio album thứ sáu được ra mắt vào ngày 3 tháng 12, Hello World, là album đầu tiên được viết hoàn toàn bởi các thành viên trong ban nhạc, và là lần đầu tiên được phát hành trên toàn thế giới bởi hãng JPU Records. Album debut tại vị trí #3 trên bảng xếp hạng Oricon, bán ra 35.000 bản trong tuần đầu tiên. Ca khúc chủ đề của single “Yoake no Ryuuseigun” cũng được dùng làm ending cho Pokemon the Movie: Diancie and the Cocoon of Destruction và đạt hạng #1 trên Billboard Japan Hot Animation. Trong năm này, họ cũng tổ chức các concert như SCANDAL AREA LIVE 2014 “360°“ ở Hội trường Osaka-jō và “FESTIVAL” ở Yokohama Arena, SCANDAL vs Kishidan ~ THE GREAT ROCK’N’ROLL SCANDAL in OSAKA ~ cùng với ban nhạc Kishidan và tham gia biểu diễn ở Honolulu Ekiden & Music Festival 2014 ở Mỹ, Incheon Pentaport ROCK Festival 2014 tại Hàn Quốc và OTODAMA SEA STUDIO 2014 – Natsu no Owari no Scandal～Otodama 10 Shuukan ni Sonkei (Respect) wo Soete～.
Từ tháng 4 đến tháng 5 năm 2015, ban nhạc hoàn thành tour diễn lớn đầu tiên Scandal World Tour 2015 “Hello World”, bán hết vé ở các concert tại các thành phố lớn ở khắp thế giới bao gồm Paris, London, Essen, Singapore, Đài Bắc, Chicago, Los Angeles, Anaheim, Mexico và Hong Kong. Sau khi trở về Nhật Bản, họ lần lượt ra mắt hai single mới là “Stamp!” vào tháng 7 và “Sister” vào tháng 9. Bộ phim tài liệu đầu tiên SCANDAL “Documentary film「HELLO WORLD」"cũng được công chiếu tại khắp các rạp chiếu ở Nhật Bản vào 17 tháng 10. Tiếp sau đó là Scandal Area Tour 2015-2016 “Perfect World” tại Nhật Bản từ tháng 12 năm 2015 đến tháng 1 năm 2016, cùng lúc đó họ cũng ghi hình cho DVD live thứ sáu tại Nippon Budokan, Tokyo.
Yellow, album thứ bảy của Scandal, đã được phát hành vào ngày 2 tháng 3 năm 2016 và Scandal đã tổ chức Scandal Tour 2016 “Yellow” vào tháng tiếp theo. Tuy nhiên vào 13 tháng 5, Mami bị ốm sau buổi biểu diễn thứ ba cho đến buổi cuối cùng tại Nhật trong tour nên ban nhạc đã hoãn hai buổi diễn còn lại và hủy hai buổi diễn sắp tới ở Hawaii. Ba thành viên còn lại là Haruna, Tomomi và Rina đã bay tới Hawaii để tổ chức Welcome Fan Meeting và Farewell Fan Meeting ở Honolulu, các thành viên và staff cũng tham gia cuộc thi chạy Honolulu Ekiden. Với sự trở lại của Mami vào tháng 6, ban nhạc tiếp tục tour châu Á Scandal Tour 2016 “Yellow” ở Hong Kong, Đài Loan, Singapore và Thái Lan. Ngày 15 tháng 7, Rina phát hành style book đầu tiên “It’s me RINA”. Trong tháng, ban nhạc cũng phát hành single “Take Me Out” vào ngày 27. Để kỷ niệm 10 năm thành lập, 21 tháng 8, SCANDAL đã tổ chức lễ hội SCANDAL 10th Anniversary Festival 2006-2016 ở Osaka Izumiotsu Phoenix, tại đó họ biểu diễn trước 20.000 fan. Buổi trình diễn đã được ghi hình và phát hành vào cuối năm. Sau dịp kỷ niệm, Scandal tiếp tục world tour lớn thứ hai của mình, Scandal Tour 2016 “Yellow” in Europe, biểu diễn ở 16 quốc gia.
Vào 16 tháng 2 năm 2017, sau các cuộc bình chọn ca khúc yêu thích nhất của fan, ban nhạc cho ra mắt album tổng hợp BEST ALBUM: SCANDAL, đạt vị trí #2 trên bảng xếp hạng tuần của Oricon. Theo sau album, Scandal tổ chức tour diễn dài nhất của họ cho đến thời điểm đó và là tour diễn đầu tiên ở 47 tỉnh thành, Scandal no 47 Todoufuken Tour, chứng kiến việc họ hoàn thành 53 buổi biểu diễn ở khắp 47 tỉnh thành của Nhật Bản trong bốn tháng. Sau đó, ban nhạc tổ chức concert kỷ niệm 11 năm và được ghi hình cho chương trình TV MTV's Storytellers. Vào ngày 7 thàng 10, Scandal được mời đến Hamburg để biểu diễn tại chương trình kỷ niệm 40 năm của nghệ sĩ người Đức Nena, người đã thừa nhận mình là một fan của Scandal. Ban nhạc đã cover single hit của Nena là “Willst du mit mir gehn”, bạn nhạc hát đoạn tựa đề bằng tiếng Đức và phần còn lại bằng tiếng Nhật. Kết thúc năm, ban nhạc ra mắt digital-only single đầu tiên, “Koisuru Universe”.
Năm 2018 bắt đầu với Scandal bằng việc phát hành studio album thứ tám, Honey, ở Nhật Bản vào 14 tháng 2. ở châu Âu vào 2 tháng 3. Album đạt hạng #3 trên bảng xếp hạng tuần Oricon, kéo dài mạch trở thành ban nhạc nữ duy nhất liên tiếp lọt vào top 5 của bảng xếp hạng lên lần thứ tám. Album cũng đạt top 9 ở khắp châu Âu và top 10 ở ba nơi khác nữa. Sau khi kết thúc Scandal Tour 2018 “Honey” tại Nhật từ tháng 3 đến tháng 5, ban nhạc tiếp tục Scandal Asian Tour 2018 “Honey” ở Hong Kong, Bắc Kinh, Quảng Châu, Manila và Đài Loan. Trở về nước, Haruna phát hành photobook “Somewhere” và ban nhạc tổ chức kỷ niệm 12 năm bằng Mystery Tours of SCANDAL vào tháng 8. Tháng 9, họ tổ chức SCANDAL US & Mexico Tour 2018 “Special Thanks” ở Mỹ và Mexico rồi trở về nước để tiếp tục tổ chức Scandal Tour 2018 “Kanshasai”.

### Hãng thu âm “her”
Hàng năm vào dịp Giáng sinh, Scandal thường tổ chức sự kiên “Best Xmas” như một cách đóng lại một năm và chào đón năm mới. Và vào sự kiện “Best Xmas 2018 Concert” tại Akasaka Blitz, ban nhạc đã thông báo rằng họ đang thành lập và điều hành một hãng thu âm riêng tên là “her” (là một phần của “Colourful Records” của Victor Entertainment) với tất cả các ấn phẩm tiếp theo sẽ được phát hành dưới thương hiệu này.
27 tháng 3 năm 2019, ban nhạc phát hành double-A-side CD single đầu tiên dưới thương hiệu “her” với các ca khúc “Masterpiece” và “Mabataki”. Họ cũng tổ chức một tour chỉ dành riêng cho các thành viên trong fan club SCANDAL MANIA Tour 2019. Sau đó là Scandal Tour 2019 “Fuzzy Summer Mood” từ tháng 6 đến tháng 7. Kéo theo sự phát hành của digital single tiếp theo, “Fuzzy” vào ngày 7 tháng 8. Ban nhạc kỷ niệm 13 năm thành lập bằng cách tổ chức SCANDAL MANIA present: SCANDAL Karaoke Night vào 21 tháng 8 và tiếp tục phát hành digital single “Saishuuheiki, kimi” vào ngày 5 tháng 11. Trong thời gian này, kênh YouTube chính thức của ban nhạc đã giành được vị trí thứ 25 trên bảng xếp hạng "các kênh giải trí/ nghệ sĩ Nhật Bản được đăng ký nhiều nhất năm 2019" của Nikkei Entertainment.
Tháng 1 năm 2020, ca khúc “A.M.D.K.J” được công bố trở thành ending cho anime GeGeGe no Kitaro, trong khi “Tonight” trở thành theme song của chương trình drama Raise de wa Chanto Shimasu. Ngày 12 tháng 2, ban nhạc phát hành studio album thứ chín và là album đầu tiên dưới thương hiệu “her”, Kiss from the darkness, bao gồm tất cả các ca khúc đã được phát hành dưới “her”. Album đạt hạng #5 trên bảng xếp hạng tuần Oricon, đưa Scandal trở ban nhạc đầu tiên có tất cả album được phát hành đều lọt top 5. Album cũng xếp hạng trên Itune ở bốn quốc gia khác, lần lượt ở vị trí #21, #33, #33 và #60 tại Úc, Mỹ. Canada và Pháp. Vào ngày 9 tháng 3, ban nhạc cũng ra mắt một chương trình radio do chính họ sản xuất, Scandal Catch Up supported by Meiji Apollo, phát sóng hàng tuần trên Spotify Podcast và mạng phát thanh thương mại Nhật Bản.
30 tháng 5, ban nhạc thông báo hủy chặng Nhật Bản của Scandal World Tour 2020 “Kiss from the darkness” do các biện pháp của Nhật Bản đối với COVID-19, cấm các sự kiện công cộng lớn. Họ chỉ tham gia dự án Choushidoukan, một buổi biểu diễn 50 phút được phát trực tiếp. Tháng 5, Rina mở kênh youtube cá nhân và ban nhạc thông báo hủy cả chặng quốc tế của World Tour “Kiss from the darkness”. Ngày 3 tháng 6, Scandal phát hành digital single, “Living in the city”, được thu tại nhà riêng của họ trong các biện pháp giản cách COVID-19 của Nhật Bản. 15 tháng 7, họ phát hành digital single “Spice”, là sự hợp tác với Xflag và phim hoạt hình Xpice. Vào ngày kỷ niêm 14 năm, ban nhạc đã biểu diễn live stream concert có trả phí đầu tiên của họ, “Kiss from the darkness” livestream tại Katsushika Symphony Hills, Tokyo. Buổi livestream đánh dấu sự ra mắt của KFTD và các ca khúc mới để bù lại cho world tour đã bị hủy. Buổi biểu diễn đã được thu lại và phát hành như DVD concert thứ tám. Mami cũng có buổi solo đầu tiên tại Choushidoukan vào ngày 4 tháng 10. Buổi diễn trực tiếp duy nhất có khác giả của SCANDAL trong 2020, “SCANDAL 『SEASONS』 collaborated with NAKED” được tổ chức vào dịp giáng sinh tại Toyosu PIT, Tokyo. Concert sau đó cũng được phát hành dưới dạng stream trả phí.
Ngày 31 tháng 1 năm 2021, Scandal đã bắt đầu chương trình "her" Diary 2021 on Youtube để kể về hoạt động của ban nhạc, được đăng tải trên trang youtube chính thức của ban nhạc cuối mỗi tháng một lần. Scandal sau đó đã phát hành digital single tiếp theo, “eternal” vào ngày 3 tháng 3; và tổ chức SCANDAL MANIA Tour 2021  từ ngày 3 đến ngày 18 tháng 4. Show diễn đã giúp ban nhạc lấy lại được tinh thần sau một thời gian không được biểu diễn trực tiếp do giãn cách xã hội. Ngay sau đó họ đã tham gia sự kiện Japan Jam  vào ngày 4 tháng 5, Dead Pop Festival vào ngày 27 tháng 6 cùng với việc phát hành single mới "Ivory" vào ngày 16 tháng 6. Sau khi mở order photbook SCANDAL 15th ANNIVERSARY Photo Book『MOON, ban nhạc đã tổ chức concert kỷ niệm 15 năm, SCANDAL 15th ANNIVERSARY LIVE [INVITATION] vào 21 tháng 8, 2021 tại Hội trường Osaka-jō. Sự kiện được tổ chức với sức chứa bằng 1/3 thông thường do đại dịch COVID-19, cùng với đó là màn ra mắt của ca khúc mới "One more time" thuộc single cùng tên sẽ được phát hành vào ngày 29 tháng 9. Buổi biểu diễn cũng được ghi lại và phát hành như là concert DVD. Cũng vào tháng 8, họ trở thành nghệ sĩ đầu tiên tham gia chương trình WILD STOCK, một chương trình âm nhạc nơi các nghệ sĩ sẽ cắm trại và biểu diễn tại đó. Ban nhạc khép lại năm 2021 bằng "BEST★Xmas 2021" vào đêm giáng sinh và thông báo cho album thứ mười Mirror vào đầu năm 2022. 
Như đã thông báo, ngày 26 tháng 1, Scandal bắt đầu năm 2022 bằng việc ra mắt trực tuyến MV cho ca khúc "Ai ni Naranakattanosa" và audio ver cho ca khúc "Mirror" - 2 ca khúc thuộc album thứ mười Mirror trên trang youtube của ban nhạc. 

### Thương hiệu Feedback
Năm 2012, ban nhạc đã ra mắt thương hiệu quần áo của riêng họ, Feedback!, sau đó được đổi tên thành Feedback. Kể từ tháng 3 năm 2016, ban nhạc bắt đầu bán cả quần áo Feedback và các sản phẩm chính hãng độc quyền Scandal thông qua “Feedback Shop”, một cửa hàng tư nhân ở Tokyo và cửa hàng trực tuyến của họ. Vào ngày 1 tháng 8 năm 2020, ban nhạc phải thông báo đóng cửa Feedback Shop và chuyển sang cửa hàng trực tuyến và pop-up store do bối cảnh đại dịch COVID-19. Tất cả thành viên ban nhạc đều tham gia việc thiết kế và sản xuất trang phục của Feedback. 21 tháng 8 năm 2020, Scandal ra mắt một cửa hàng trực tuyến ngoại quốc chính thức dành cho các mặt hàng của ban nhạc.

## Fan club
Tháng 10 năm 2009, các tập sách nhỏ nằm trong album đầu tiên của họ đã thông báo về sự thành lập của “Club Scandal”. Đây là một fanclub dựa trên điện thoại di động với các video và các cuộc phỏng vấn độc quyền, tài liệu, hình ảnh và tin tức hậu trường về ban nhạc.
21 tháng 8 năm 2010 (kỷ niệm 4 năm thành lập ban nhạc), Scandal đã ra mắt một fanclub riêng, dựa trên thư truyền thống cùng với “Club Scandal” mang tên “Scandal Mania”. Khi tham gia, các thành viên sẽ nhận được thẻ thành viên chính thức, những lá thư full màu được gửi đến các thành viên ba lần một năm, thiệp sinh nhật do thành viên yêu thích của họ viết (được chọn khi đăng ký) và có chữ ký của cả ban nhạc, cùng các đặc quyền như nhận được thông báo sớm về vé tham dự các sự kiện live và các sự kiện đặc biệt chỉ dành cho thành viên fanclub.

## Thành viên:

##### Haruna Ono (小野春菜,Ono Haruna) –Lead vocal, rhythm guitar
-       Sinh nhật: Ngày 10 tháng 8 năm 1988 (33 tuổi)
-       Quê nhà: Tỉnh Aichi, Nhật Bản
-       Nhóm máu: A
-       Chiều cao: 1m53
- Mô tả: Haruna là thành viên lớn tuổi nhất trong nhóm và cũng là trưởng nhóm. Cô có niềm đam mê với nhảy và mơ ước trở thành dancer, nhưng mọi thứ đã thay đổi khi cô ấy gặp các thành viên và đã theo con đường Rock'n’roll. Vì ảnh hưởng từ niềm đam mê nhảy còn đọng lại mà các PV thời điểm đầu của band rất đậm chất vũ đạo, về sau ta có thể thấy đam mê này ở Haruna qua ca khúc như Tonight,.... Haruna có một chất giọng mạnh mẽ và sâu lắng, và là lead vocal trong phần lớn các ca khúc của ban nhạc.

##### Mami Sasazaki (笹崎まみ,Sasazaki Mami)– Lead guitar, vocal
-       Sinh nhật: Ngày 21 tháng 5 năm 1990 (31 tuổi)
-       Quê nhà: Tỉnh Aichi, Nhật Bản
-       Nhóm máu: AB
-       Chiều cao: 1m61
- Mô tả: Mami, tay guitar chính của ban nhạc với kỹ năng chơi guitar vô cùng đáng nể. Trên sân khấu, cô ấy có hơi nghiêm túc và u tối một chút nhưng khi rời sân khấu thì hoàn toàn ngược lại – một con người rất vui vẻ. Cô ấy cũng là fan anime bự nhất trong ban nhạc. Mami đã có những phần solo đáng chú ý trong các bài hát nhờ vào chất giọng độc đáo và có phần khó nghe của mình. Hiện tại Mami đang viết phần nhạc cho phần lớn các bài hát của ban nhạc

##### Tomomi Ogawa (小川ともみ,Ogawa Tomomi)–Bass guitar, vocal
-       Sinh nhật: Ngày 31 tháng 5 năm 1990 (31 tuổi)
-       Quê nhà: Tỉnh Hyogo, Nhật Bản
-       Nhóm máu: A
-       Chiều cao: 1m57
- Mô tả: Tomomi là tay bass và từng là người viết phần lớn lời các ca khúc của ban nhạc. Như Haruna, cô cũng từng mơ ước trở thành một dancer, nhưng Rock'n’roll đã mở ra một con đường mới cho cô. Cô vẫn thường nhảy trong lúc biểu diễn mặc dù phải mang một cây bass lớn. Giọng hát cao, ngọt ngào và “chipmunky” của cô ấy kết hợp hoàn hảo với giọng hát của Haruna.

##### Rina Suzuki (鈴木理菜,Suzuki Rina)–Drum, keyboard, guitar, vocal
-       Sinh nhật: Ngày 21 tháng 8 năm 1991 (30 tuổi)
-       Quê nhà: Tỉnh Nara, Nhật Bản
-       Nhóm máu: B
-       Chiều cao: 1m60
- Mô tả: Rina, là tay trống, người trẻ nhất và là người cuối cùng gia nhập ban nhạc,Một cô gái luôn luôn nở một nụ cười tươi trong khi biểu diễn. Rina là người hoạt động chăm chỉ nhất trên blog cùa nhóm và mạng xã hội, để đảm bảo rằng fan có thể cập nhật thông tin của mình và nhóm. Hiện Rina là người viết phần lời cho phần lớn các ca khúc của ban nhạc.

## Hoạt động Solo:
- Haruna đã đóng vai Emil von Selle trong buổi diễn stage của Ginga Eiyuu Densetsu Dai 4 Shou Kouhen Gekitotsu từ 12 tháng 2 đến ngày 2 tháng 3 năm 2014. Vào sinh nhật thứ 30, ngày 10 tháng 8 năm 2018, Cô ấy đã phát hành photobook đầu tiên tên là “Somewhere”.
- Ngày 11 tháng 3 năm 2014, Oricon và Fuji TV thông báo rằng Tomomi sẽ là tay bass mới của Domoto Brothers Band, ban nhạc tại gia đình biểu diễn cho một TV musical variety show tên là Shin Domoto Kyodai (新堂本兄弟). Từ ngày 19 tháng 10 năm 2019, Tomomi đã nhiều lần xuất hiện với tư cách DJ khách mời của quán café phòng chờ montoak, Tokyo.
- Rina đã trở thành khách mời định kỳ trên tạp chí âm nhạc Nhật Bản, GIGS, cho đến tháng 5 năm 2012. Vào ngày 13 tháng 9 năm 2012, Rina được thông báo sẽ là một phần của dàn nhạc Halloween Junky Orchestra do Hyde và K.A.Z của Vamps dẫn đầu, tạo ra hit single Halloween Party vào tháng 10. Trong sinh nhật thứ 23 của cô vào ngày 21 tháng 8 năm 2014, Rina đã phát hành sách cá nhân đầu tiên có tựa đề “one piece”. Tiếp theo là sách cá nhân thứ hai, “It’s me Rina” vào 15 tháng 7 năm 2016. Ngày 22 tháng 5 năm 2020, Rina ra mắt kênh youtube cá nhân, Tiny channel by Rina, nơi cô tự tạo và đăng video. Cuối năm đó, vào tháng 12, Rina cùng với người mẫu Seina đã thành công hoàn thành MAKE A WISH “DAISY” PROJECT, một dự án gây quỹ cộng đồng dành cho các tổ chức từ thiện hỗ trờ các bà mẹ đơn thân và nạn nhân bị lạm dụng trong gia đình. Ngày 23 đến 25 tháng 7 năm 2021, Rina có buổi triển lãm cá nhân đầu tiên.
- Mami biểu diễn buổi solo đầu tiên tại show ngoài trời Choushidoukan ~Kanade no Mori no Oto Shizuku~ vào 4 tháng 10 năm 2020 và lần solo thứ hai tại show FM802 Hikigatari-bu -Haru Urara Hen♪ vào ngày 7 tháng 3 năm 2021. Cô cũng đã có lần đầu tiên trở thành vocal chính của ban nhạc trong một single khi ban nhạc ra mắt "Ivory".

## Danh sách Album
- [2009.10.21] BEST★SCANDAL
- [2010.08.11] TEMPTATION BOX
- [2011.08.10] BABY ACTION
- [2012.09.26] Queens are trumps -Kirifuda wa Queen-
- [2013.10.02] STANDARD
- [2014.12.03] HELLO WORLD
- [2016.03.02] YELLOW
- [2018.02.14] HONEY
- [2020.02.12] Kiss from the darkness
- [2022.01.26] Mirror

## Concerts

### Tours
| Year        | Dates           | Event title |
| ----------- | --------------- | --- |
| 2008        | Aug 18 - 29     | Give me P.P. Tour 2008 Summer |
| 2009        | Dec 04 - 24     | Scandal First Live: Best Scandal 2009 (First One-Man Live Tour, ファーストワンマンライブツアー)                                                                           |
| 2010        | Mar 23 - Apr 10 | Scandal: Shunkan Sakurazensen Tour 2010 Spring (SCANDAL～瞬間サクラゼンセンTOUR～2010 SPRING)                                                                             |
| 2010        | Sep 18 - Oct 02 | Everybody Say Yeah!: Temptation Box Tour 2010 Zepp Tokyo ("Scandal Temptation Box Tour 2010": Yeah! tte Iei!, 「SCANDAL TEMPTATION BOX TOUR 2010」～YEAH!って言えいっ!～) |
| 2011        | May 3 - Jun 08  | Scandal Live Tour 2011 "Dreamer" |
| 2011        | Oct 13 - Dec 01 | Scandal Virgin Hall Tour 2011 "Baby Action" |
| 2012        | May 19 - Jun 17 | Scandal "Live Ido Live" Tour 2012 |
| 2012        | Oct 12 - Nov 22 | Scandal Hall Tour 2012 "Queens Are Trumps: Kirifuda wa Queen" (SCANDAL HALL TOUR 2012「Queens are trumps-切り札はクイーン-」)                                             |
| 2013        | Oct 19 - Dec 03 | Scandal Hall Tour 2013 "Standard" |
| 2014        | No tour         | |
| 2015        | Jan 24 - May 29 | Scandal World Tour 2015 "Hello World" |
| 2015 - 2016 | Dec 09 - Jan 13 | Scandal Arena Tour 2015-2016 "Perfect World" |
| 2016        | Apr 13 - Jun 18 | Scandal Tour 2016 "Yellow" |
| 2016        | Sep 10 - Sep 25 | Scandal Tour 2016 "Yellow" In Europe |
| 2016        | Oct 30 - Nov 27 | SCANDAL MANIA TOUR 2016 |
| 2017        | Mar 11 - Jul 17 | Scandal Tour 2017 "Scandal no 47 Todōfuken Tour" |
| 2018        | Mar 03 - May 25 | Scandal Tour 2018 HONEY |
| 2018        | Jun 10 - Jun 30 | Scandal Asia Tour 2018 HONEY |
| 2018        | Aug 21          | Scandal Mania presents "Mystery Tours of Scandal" |
| 2018        | Sep 5 - Sep 16  | Scandal from Japan US & Mexico Tour 2018 "Special Thanks" |
| 2018        | Nov 2 - Nov 21  | Scandal Tour 2018 "Kanshasai" |
| 2019        | Mar 3 - Apr 7   | Scandal Mania Tour 2019 |
| 2019        | Jun 1 - Jul 11  | Scandal Tour 2019 "Fuzzy Summer Mood" |
| 2019        | Nov 9 - Nov 17  | Scandal Tour 2019 ”Scandal's Joint Band Tour” |
| 2020-2021   | TBA             | Scandal World Tour 2020 “Kiss from the Darkness” |
| 2021        | Apr 3 - Apr 28  | Scandal Mania Tour 2021 |

### Những buổi diễn độc lập
- [2010.06.14] Ameagari no Kessan: Edo Hen "Zettai ni Makerarenai Tatakai ga Koko ni wa Aru" (雨上がりの決戦 ～江戸編～ 「絶対に負けられない戦いがここにはある」)
- [2010.06.16] Ameagari no Kessan: Naniwa Hen~ "Zettai ni Makerarenai Tatakai ga Koko ni wa Aru" (雨上がりの決戦 ～浪速編～ 「絶対に負けられない戦いがここにはある」)
- [2010.12.24] Scandal Special Live "Best Xmas 2"
- [2011.07.09–2011.07.10] Scandal One-Man Live in Shikoku "Kyuu ni Kite Gomen." (SCANDAL ONE-MAN LIVE IN 四国 「急にきてゴメン。」)
- [2011.12.22] Scandal Special Live "Best Xmas 3"
- [2012.03.28] Scandal Japan Title Match Live 2012: Scandal vs Budokan
- [2012.09.07-2012.09.09] Scandal Live "Kyu ni Kite Gomen." (SCANDAL LIVE 「急に来てゴメン。」)
- [2013.03.03] Scandal Osaka-jo Hall 2013 "Wonderful Tonight"
- [2014.06.22] Scandal Arena Live 2014 "360" at Osaka-jo Hall
- [2014.06.28-29] Scandal Arena Live 2014 "Festival" at Yokohama Arena (Day 1 & 2)
- [2015.12.09] Scandal Arena Tour 2015-2016 "Perfect World" at Kobe World Memorial Hall
- [2015.12.23] Scandal Arena Tour 2015-2016 "Perfect World" at Nippon Gaishi Hall
- [2016.01.12-13] Scandal Arena Tour 2015-2016 "Perfect World" at Nippon Budokan
- [2016.03.04-06] Scandal "Yellow" Release Commemoration - Special Mini Live in EAST
- [2016.08.21] Scandal 10th Anniversary Festival "2006-2016" at Osaka Izumiotsu Phoenix
- [2017.08.21] Scandal's 11th Anniversary Live - Storytellers: Scandal
- [2017.12.24] Scandal BEST★Xmas 2017
- [2018.12.24] Scandal BEST★Xmas 2018
- [2019.08.21] Scandal Karaoke Night
- [2019.12.24] Scandal BEST★Xmas 2019
- [2020.08.21] SCANDAL WORLD TOUR 2020 "Kiss from the darkness" Livestream
- [2020.12.24] SCANDAL『SEASONS』collaborated with NAKED
- [2021.08.21] SCANDAL 15th ANNIVERSARY LIVE [INVITATION]
- [2021.12.24] Scandal BEST★Xmas 2021

### Quốc tế
- [2008.03.16–2008.03.23] Japan Nite US Tour 2008 (United States)
- [2008.03.28–2008.03.30] Sakura-Con 2008 (United States)
- [2008.07.03–2008.07.06] Japan Expo 2008 (France)
- [2008.08.02] Animation-Comic-Game Hong Kong 2008 (Hong Kong)
- [2009.08.03] Animation-Comic-Game Hong Kong 2009 (Hong Kong)
- [2010.07.31] Animation-Comic-Game Hong Kong 2010 (Hong Kong)
- [2010.08.01] Scandal Live in Hong Kong 2010 (Hong Kong)
- [2010.11.14] Anime Festival Asia (Singapore)
- [2011.07.03] AM² (United States)
- [2011.09.11–2011.09.17] Scandal Asia Tour 2011 "Baby Action" (Taiwan, Hong Kong, Singapore)
- [2012.12.01] Scandal Special Live in Malaysia 2012 (Malaysia)
- [2013.03.13] Scandal Live in Jakarta 2013 (Indonesia)
- [2013.03.16-2013.03.17] Scandal Live in Singapore 2013 (Singapore)
- [2013.03.19] Scandal Live in Bangkok 2013 (Thailand)
- [2013.08.24] Sonic Bang 2013 (Thailand)
- [2014.06.01] Honolulu Ekiden & Music Festival (Honolulu, Hawaii, USA)
- [2014.08.01] Incheon Pentaport Rock Festival 2014(South Korea)
- [2016.05.23] Farewell Fan Meeting (Honolulu, Hawaii)
- [2017.10.07] Nena's 40th Anniversary Show (Hamburg, Germany)
- [2019.05.01] Hush!! full music 沙灘音樂會 (Macau)
- [2019.11.29] C3 Anime Festival Asia (Singapore)

## Tác phẩm ngoài âm nhạc

### Phim tài liệu
- [2016] Hello World

### Phim điện ảnh
- [2010] Loups=Garous (ルー=ガルー?)

### Phim truyền hình
- [2010.07.02–2010.09.24] Shiteki Ongaku Jijō (私的音楽事情?)
- [2011.07.08–present] Next Break!!
- [2015.10.06] ABC RECOMMENDS (as temporary MCs)

### Radio
- [2008.10.02–2009.10.01] Scandal no Doon. (SCANDALのド～ン。?)
- [2009.05.21–2012.03.31] Radio Sessions "Scandal Munasawagi no After School" (Radio Sessions「SCANDAL 胸騒ぎのAFTER SCHOOL」?)
- [2010.07.13–2010.12.28] FM OSAKA E-Tracks Selection
- [2016.03.20] Discovering the Scandal Generation
- [2020.03.09–ongoing] Scandal Catch Up supported by Meiji Apollo

### Internet
- [2009.10.22] Scandal Summit Vol. 1 (SCANDALサミットVol.1?)
- [2010.02.03] Scandal Summit Vol. 2 (SCANDALサミットVol.2?)
- [2010.06.01] Scandal Summit Vol. 3 (SCANDALサミットVol.3?)
- [2010.08.24] Scandal Summit Vol. 4 (SCANDALサミットVol.4?)
- [2011.04.06] Nico Nico Namahoshou "Scandal Kinkyu Kaigi! (ニコニコ生放送『SCANDAL 緊急会議!』?)
- [2011.04.20] Nico Nico Namahoshou "Scandal Summit in Nico-sei" (ニコニコ生放送『SCANDALサミット in ニコ生』?)
- [2011.07.29] Nico Nico Namahoshou "Dokusen! Album Zenkyoku Senkou Shichou-kai Scandal no Pajama Party" (ニコニコ生放送『独占!アルバム全曲先行視聴会♪SCANDALのパジャマパーティー☆★』?)
- [2012.03.06] Best Album "Scandal Show" Hatsubai Kinen Tokuban "Scandal Summit in Ameba Studio" (BESTアルバム『SCANDAL SHOW』発売記念特番『SCANDALサミット IN AmebaStudio』?)
- [2012.07.11] Nico Nico Namahoshou "Scandal Summit "Taiyō Scandalous" Release Kinen! "Almond Crush" vs "Dobondobondo" (ニコニコ生放送『SCANDALサミット 『太陽スキャンダラス』リリース記念! "アーモンドクラッシュ"vs"どぼんどぼんど"』?)
- [2014.07.13] Niconico Live Special Pokémon
- [2019.08.09] Scandal Live at Red Bull Music Studios Tokyo
- [2020.03.30] Scandal Live at Choushidoukan

### Sách
- [2009.11.26]Scandal Best Scandal Band Score (SCANDAL BEST★SCANDAL バンドスコア?)
- [2010.09.16] Temptation Book Scandal
- [2010.12.28] Scandal Temptation Box Official Band Score (SCANDAL TEMPTATION BOX オフィシャル・バンド・スコア?)
- [2011.08.11] Band Score Scandal "Baby Action" (バンドスコア SCANDAL「BABY ACTION」?)
- [2011.10.13] Girls Be Scandalous! Photobook
- [2012.03.28] Band Score Scandal "Scandal Show" (バンドスコア SCANDAL 「SCANDAL SHOW」?)
- [2012.10.14] Band Score Scandal "Queens Are Trumps: Kirifuda wa Queen" (バンドスコア SCANDAL 「Queens are trumps-切り札はクイーン-」?)
- [2013.02.06] Band Score Scandal "Encore Show" (バンドスコア SCANDAL 「ENCORE SHOW」?)
- [2013] Scandal 2011-2013 Photobook
- [2014] Scandal 2013-2014 Photobook
- [2014.09.01] Rina's personal book "one piece"
- [2014.12.08] Band Score Scandal "Hello World"
- [2015.11.19] ScandalL "Hello World" Photobook
- [2016.03.26] Band Score Scandal "Yellow"
- [2016.07.15] Rina's stylebook It's me Rina
- [2017.02.14] Scandal Tour 2016 in Europe Photobook
- [2017.02.30] Band Score Scandal "Scandal"
- [2018.04.19] Band Score Scandal "Honey"
- [2018.08.10] Haruna's photobook Somewhere
- [2020.07.11] Rina's zine 22 Grrrls
- [2021.08.14] SCANDAL 15th ANNIVERSARY Photo Book "MOON"

### Tạp chí
- [2019.03.27] "her" Magazine Vol. 1
- [2020.02.12] "her" Magazine Vol. 2
- [2022.01.26] "her" Magazine Vol. 3